# Ses vi i Slesvig
Ses vi i Slesvig er det syvende studiealbum fra den danske rockmusiker Johnny Madsen, udgivet i 1994.

## Numre
1. "Jim og Joe" – 3:08
2. "Fri landing for albatrosser" – 3:11
3. "Masser af fars" – 3:01
4. "Ses vi i Slesvig" – 3:27
5. "Der ligger sne på Coney Island" – 2:52
6. "Han sad på bænken" – 2:40
7. "Alamo" – 3:24
8. "Tag mig med" – 2:53
9. "Jokerman" – 3:21
10. "Lang vej" – 3:05
11. "Send et postkort" – 4:16
12. "Tårnet ved verdens ende" – 2:42